# Janusz Pietruszka
Janusz Pietruszka – polski artysta kabaretowy, autor tekstów, stand-uper. Od 2009 roku członek kabaretu Słuchajcie, późniejszego kabaretu Zachodniego, z którego odszedł w listopadzie 2019. Wieloletni dyrektor artystyczny i generalny Festiwalu Kabaretu w Zielonej Górze. Honorowy członek kabaretu Hlynur. Współzałożyciel i członek grupy improwizacyjnej Siedem Razy Jeden.

## Filmografia

### Aktor
- 2007: Zamknięci w celuloidzie - harleyowiec
- 2009: Od wschodu do zachodu słońca

### Scenarzysta
- 2007: Zamknięci w celuloidzie (jako członek Zrzeszonych Klubów Literackich)

### Inne
- 2007: Zamknięci w celuloidzie - asystent reżysera, kierownik planu